# Annapolis mossi
Pour les articles homonymes, voir Mossi.
Genre
Espèce
Synonymes
- Sciastes mossi Muma, 1945

Annapolis mossi, unique représentant du genre Annapolis, est une espèce d'araignées aranéomorphes de la famille des Linyphiidae.

## Distribution
Cette espèce se rencontre aux États-Unis au Maryland et au Canada en Nouvelle-Écosse et au Nouveau-Brunswick.

## Description
Le mâle décrit par Millidge en 1984 mesure 1,0 mm et les femelles de 1,0 à 1,1 mm.

## Publications originales
- Muma, 1945 : New and interesting spiders from Maryland. Proceedings of the Biological Society of Washington, vol. 58, p. 91-104.
- Millidge, 1984 : The erigonine spiders of North America. Part 7. Miscellaneous genera.  Journal of Arachnology, vol. 12, p. 121-169 (texte intégral).